# صباغ المذيب
أصبغة المذيب (بالإنجليزية: Solvent dyes)‏ : هي أصبغة قابلة للانحلال أو الذوبان في الماء بدرجات مختلفة وهذا أساسي لجميع عمليات الصباغة التقليدية. ولما كانت الانحلالية في الماء تترافق عامة بعدم الانحلالية في المذيبات غير القطبية، فإن معظم أصبغة النسيج لها هذه الخاصية. وأصبغة المذيب، من جهة أخرى، تذوب في المذيبات العضوية ولكنها غير ذوابة في الماء. تستخدم أصبغة المذيب كعلامات تلوين للعديد من النواتج الهيدروكربونية الناتجة من تقطير النفط. ومع أن تركيز الصباغ يكون منخفضًا، فإن الأحجام الضخمة تتطلب استخدام إجمالي كبير للأصبغة.
تستخدم أصبغة المذيب أيضًا لتمشيج البرنيق الشفاف و طلاء اللك في المفروشات والصناعات الجلدية، حيث تحتاج سطوح المنتجات النهائية إلى الحماية بدون أن تحجبها طبقة البرنيق.
وهناك طلب متزايد أيضًا على الأحبار الملونة والشفافة للطباعة على الأغلفة البلاستيكية مختلفة الأنواع والمستخدمة في الأغذية المباعة في المخازن الكبيرة.
تستخدم أصبغة المذيب في تلوين الطلاء الشفاف المستخدم في الخصائص الخاصة للخضب المعدنية. وتستخدم أصبغة المذيب في تلوين العديد من المنتجات البلاستيكية كملون مساعد للخضب المستعملة في ذلك. حيث تعاني بعض التطبيقات الخاصة من تراجع في الخواص الفيزيائية للمواد البلاستيكية عند إضافة الخضب إليها.
المجلد الجديد من فهرس الألوان والمسمى «أصبغة وخضب المذيب» يضم قائمة تحتوي 350 صباغ مذيب مع بنيتها الكيميائية، بينما احتوت الطبعة السابقة على 800 صباغ مع بعض البنى الكيميائية. وهذا التقلص في عدد الأصبغة ليس نتيجة أي نقص في الاستخدام بل هو تقلص في العدد العام للأصبغة المستخدمة في صناعة النسيج.
لم تطرح أصبغة المذيب كمحاولة لتصنيع ملونات جديدة، بل لاختيار، وفي بعض الأحيان، لتعديل الأصبغة المشتتة المعروفة لتلبي المتطلبات التقنية.
معظم أصبغة المذيب هي مركبات آزوية، ولكن هناك أصبغة من بين الأصبغة الزرقاء هي أصبغة أنثراكينون.

## اقرأ أيضًا
- صباغة باستخدام المذيبات